# Exploitatie Maatschappij Scheveningen
De N.V. Exploitatie Maatschappij Scheveningen, ook bekend als de E.M.S., was een vennootschap die op 14 juli 1902 werd opgericht met als doel het exploiteren van horecabedrijven in Scheveningen en het ontwikkelen van de badplaats. Op 16 juni 1978 werd de vennootschap geliquideerd.

## Oprichting en geschiedenis tot 1961
In 1883 droeg de gemeente Den Haag het verlieslijdende gemeentelijke badhuis in erfpacht over aan een samenwerkingsverband van een viertal particulieren, L.G. Coblijn, M.A. Reiss, P.J. de Sonnaville en L.E. Uyflenhove, onder de voorwaarde dat het badhuis voor het einde van 1885 tot een Kurzaal of Casino moest worden omgebouwd. Op 21 juni 1883 werd daartoe de N.V. Maatschappij Zeebad Scheveningen (M.Z.S.) opgericht, waarvan Reiss directeur werd. Om de concurrentie in binnen- en buitenland te verslaan gaf de M.Z.S. in 1884 opdracht voor de bouw van een luxueus hotel met casino, op de plaats van het oude Badhuis. De opening van het door de Duitse architecten  Johann Friedrich Henkenhaf en Friedrich Ebert ontworpen Kurhaus vond plaats op 29 juli 1885, nog geen jaar na de aanvang van de bouw.
Het casino was formeel alleen toegankelijk voor leden maar feitelijk voor iedereen. Hoewel dat waarschijnlijk illegaal was, ondernamen de autoriteiten er geen actie tegen. Het Kurhaus brandde op 1 september 1886 geheel af, maar werd direct herbouwd en op 19 juni 1887 heropend. Binnen korte tijd werden door de M.Z.S. ook de Kurhausbar (1897), de boulevard, het Wandelhoofd Wilhelmina (op 6 mei 1901 geopend door prins Hendrik), het Oranjehotel (1903) en de Kurhaus winkelgalerij (1900) gebouwd.
In 1902 werd de E.M.S. opgericht, waarin de bedrijven van de M.Z.S. en verschillende andere, door individuele eigenaren geëxploiteerde hotels werden ingebracht tegen uitreiking van aandelen E.M.S. Van de grote Scheveningse hotels bleef alleen het in 1876 geopende Hotel des Galeries buiten deze fusie. De E.M.S. breidde het aantal bedrijven vervolgens uit door de bouw van het Palace-hotel in 1902 en het Circusgebouw. Daarmee kwamen het Kurhaus, het Grand Hotel uit 1858, het Oranje, Savoy, Palace en Rauch hotel, diverse restaurants, cafés, strand- en badbedrijven, het wandelhoofd en het Circustheater onder bestuur van de E.M.S. Ook beschikte de E.M.S. over een eigen elektrische centrale en een wasserij. Ter vermaak van de gasten van de horecabedrijven contracteerde Reiss vanaf 1885 de Berliner Philharmoniker en vanaf 1912 het Orchestre Lamoureux en veel andere beroemde artiesten voor optredens in de Kurzaal. Mede door het in 1905 ingevoerde verbod op gokspelen, die in buitenlandse badplaatsen inmiddels populair waren, en strenge bepalingen van de drankwet bleven de resultaten van de E.M.S.-bedrijven achter bij de verwachtingen en beschikte de E.M.S. slechts over beperkte reserves. Pas in 1979 zou Scheveningen, wederom in het Kurhaus, een echt casino krijgen.
De Raad van Beheer werd voor de Tweede Wereldoorlog gevormd door voorzitter Dirk van Houten, vicevoorzitter Jhr. Louis den Beer Poortugael, secretaris Anthony Adama Zijlstra en de leden François van Alphen en baron Michiels van Verduynen. Adama Zijlstra bepaalde gedurende veertig jaar vooral op het gebied van cultuur en entertainment het beleid van de E.M.S. en kreeg daarvoor in 1963 de penning van bijzondere verdiensten van de Gemeente Den Haag.
Tijdens de Tweede Wereldoorlog raakten het Kurhaus en veel andere E.M.S.-bedrijven beschadigd en het Wandelhoofd brandde in 1943 zelfs geheel af. Na de oorlog werd de schade, ondanks de beperkte middelen van de E.M.S., zoveel mogelijk hersteld. Het Kurhaus kreeg daarbij de beschikking over centrale verwarming, waardoor het voor het eerst ook 's winters kon worden geëxploiteerd. Het zwaar beschadigde Oranjehotel moest echter worden gesloopt. Door Adama Zijlstra werden artiesten als Édith Piaf, Gilbert Bécaud en Leonard Bernstein gecontracteerd.
Uiteindelijk werd in 1961 de nieuwe pier, gebouwd door de Verenigde Aannemings Bedrijven v/h Zwolsman (VAB, later: Intervam) van Reinder Zwolsman en de Hollandsche Beton Maatschappij, geopend. Voor de bouwsom van zeven miljoen gulden werd door de E.M.S. een lening gesloten bij de Westlandsche Hypotheekbank, toen bleek dat Zwolsman toezeggingen om de financiering in orde te maken niet nakwam.

## De periode Zwolsman
Volgend op de bouw van de pier kocht Zwolsman via zijn N.V. Landbank vanaf 1961 zoveel aandelen E.M.S. dat hij op 29 januari 1962 de volledige zeggenschap kreeg. De oude bestuursleden werden afgekocht of, in het geval van Adama Zijlstra, op een zijspoor gezet. Door de toegenomen handel in aandelen E.M.S. en het succes van de nieuwe pier steeg in 1961 de waarde van de aandelen E.M.S. sterker dan die van alle andere beursgenoteerde ondernemingen. Zwolsman wist vervolgens vele grote en vooral kleinere beleggers te interesseren voor de aandelen E.M.S., waardoor het kapitaal van de maatschappij werd vergroot van 1,7 tot 60 miljoen gulden.
De E.M.S. verkreeg onder Zwolsman ook belangen buiten Scheveningen waaronder hotel Huis ter Duin in  Noordwijk, hotel Britannia in Vlissingen, Landhuis Drievliet, Van Wijk en Heringa, Koninklijk Theater Carré, de Houtrusthallen, automobielbedrijf ENNAM in Groningen en een deelbelang in de Euromast. In 1961 werden het Gebouw voor Kunsten en Wetenschappen (K&W) en bioscoop Odeon in Den Haag overgenomen. Daarnaast richtte de E.M.S. zich op de bouw van woningen en kantoren en middels dochtermaatschappij Olie Maatschappij Scheveningen (O.M.S.), waarvan Zwolsmans zoon Rein directeur was, werden benzinestations en wasstraten geëxploiteerd. Buiten Nederland bezat de E.M.S. onder andere grond in Italië en hotel Continental, tegenwoordig het Intercontinental Paris, bij de Tuileries in Parijs.
Het doel van Zwolsman was veelal niet het exploiteren van deze bedrijven, maar het creëren van publieke belangstelling voor het ondergewaardeerde onroerend goed om het vervolgens met winst te verkopen. In veel gevallen probeerde Zwolsman de belangstelling voor de onroerende zaken te vergroten door bekende architecten als Pier Luigi Nervi ontwikkelplannen te laten tekenen. Hij sloot het Palace Hotel in 1965 en verhuurde het aan de Gasunie, die er haar hoofdkantoor in vestigde. Het vervallen Grand Hotel werd in 1970 gesloten en hetzelfde gebeurde in 1972 met het eveneens in slechte staat verkerende Kurhaus. De restaurantketens Ruteck's en Heck's, Grand Hotel Huis ter Duin in Noordwijk, het Holbein Restaurant in Rotterdam, Corner House in Arnhem, Boschlust in Den Haag en vele andere horecagelegenheden volgden. Ook werden opvallend veel E.M.S.-panden getroffen door brand. Als eerste woedde er in 1962 brand in hotel Rauch in de Scheveningse Keizersstraat. Het pand werd na de brand verbouwd en verhuurd als kantoorruimte. In december 1964 brandde het Gebouw voor Kunsten en Wetenschappen geheel af. Het gebouw was onrendabel en was eerder dat jaar gesloten om een renovatie te ondergaan. De verzekeringsuitkering werd op aandringen van de gemeente Den Haag gebruikt voor het verbouwen van het Circustheater. Boschlust brandde op 22 september 1973 af en ook het Grand Hotel (1974) en het pal naast het Kurhaus gelegen Palais de Danse in Scheveningen (1975), landhuis Backershagen in Wassenaar (1974) en café-restaurant Bellevue (1975) in Rotterdam, alle leegstaand, ondergingen dat lot. Bewijs dat Zwolsman bij de branden betrokken was werd nooit gevonden.
Zwolsmans sloopplannen voor het Kurhaus in Scheveningen en Carré in Amsterdam konden tijdig worden gestopt.
Eind 1972 trad Zwolsman af als president-directeur en werd hij benoemd tot commissaris van de E.M.S. Na een ernstig auto-ongeluk op 18 augustus 1974, waarbij hij ternauwernood uit zijn brandende Bentley kon worden gered, moest Zwolsman zich noodgedwongen geheel terugtrekken.

## Teruggang en liquidatie
In 1963 had het Zwolsman/E.M.S-concern 6.000 werknemers, realiseerde het een winst van ruim 10 miljoen gulden en benaderde de waarde van de bezittingen een half miljard gulden. Al in de eerste helft van de jaren 60 echter raakte de E.M.S. door Zwolsmans grootschalige acquisities, de verwaarloosde exploitatie en de sterk gestegen (loon-) kosten in de financiële problemen. In 1964 werd door een aantal leveranciers het faillissement van de E.M.S. aangevraagd, maar dit kon worden afgewend. Datzelfde jaar moest E.M.S. Continental, de dochtervennootschap waarin de E.M.S. haar horeca-activiteiten had ondergebracht, zestig van de ruim honderd personeelsleden ontslaan en weigerde een drietal directeuren van E.M.S. Continental nog langer hun medewerking te verlenen aan het onttrekken van geld uit de horeca-ondernemingen ten gunste van de E.M.S.-kas. In 1971 maakte de vennootschap een verlies van 31 miljoen gulden en de gecumuleerde verliezen liepen eind 1975 op tot 44 miljoen gulden. Niet alleen door geldgebrek, maar ook door voortdurende tegenwerking van de overheid kwam van Zwolsmans plannen voor herontwikkeling van Scheveningen niets terecht. De relatie met de gemeente Den Haag bekoelde sterk nadat Zwolsman had geweigerd het Kurhaus ter beschikking te stellen voor een NAVO-conferentie. In zijn nieuwjaarstoespraak van 1964 beschuldigde Burgemeester Kolfschoten Zwolsman daarop van megalomanie. Veel bezittingen en activiteiten van de E.M.S. werden, vanwege de grote problemen waarin de vennootschap verkeerde, vanaf 1968 noodgedwongen van de hand gedaan. In 1973 nam de vastgoedtak van bouwbedrijf Bredero de vervallen Scheveningse bezittingen van Zwolsmans E.M.S. voor 56 miljoen gulden over. De rol van de E.M.S. in Scheveningen was daarmee uitgespeeld.
Vanaf 1976 zou Bredero middels het "Consortium Scheveningen", samen met Nationale-Nederlanden, FGH (Friesch Groningsche Hypotheekbank) en Amfas Groep de herontwikkeling van Scheveningen ter hand nemen. 
De sloop van de voormalige E.M.S.-hotels ging onder het consortium onverminderd door: het Grand Hotel in 1974, het Savoy en het Palace Hotel in 1979. Het Kurhaus werd na verzet van de bevolking gespaard, het werd gerenoveerd en heropend in 1979.
Op 24 oktober 1977 werd besloten tot ontbinding van de E.M.S. en op 16 juni 1978 werd de vennootschap geliquideerd. De vereffening zou, vanwege verschillende slepende procedures, echter pas in 1990 volgen.